# Liebenau (Felső-Ausztria)
Liebenau település Ausztriában, Felső-Ausztria tartományban, a Freistadti járásban, területe 76,3 km².

## Fekvése
Tengerszint feletti magassága 970 méter. Liebenau Sandl, Bad Großpertholz, Langschlag, Groß Gerungs, Arbesbach, Königswiesen, Unterweißenbach, Kaltenberg és Weitersfelden településekkel határos.

## Népesség
Lakosainak száma 1597 fő (2018. január 1.).